# Clarke Scholes
Clarke Scholes   (Detroit, 25 de novembre de 1930 - Detroit, 5 de febrer de 2010) fou un nedador estatunidenc, especialista en estil lliure, que va competir durant la dècada de 1950.
El 1952 va prendre part en els Jocs Olímpics d'Estiu de Hèlsinki, on guanyà la medalla d'or en els 100 metres lliures del programa de natació, superant en la final a Hiroshi Suzuki i Göran Larsson.
En el seu palmarès també destaquen dues medalles d'or als Jocs Panamericans de 1955.
Estudià a la Universitat Estatal de Michigan i guanyà cinc campionats de la NCAA, tres d'ells en les 110 iardes lliures. Fou el primer estatunidenc en baixar dels 50" en aquesta provba. El 1980 fou incorporat a l'International Swimming Hall of Fame.